# Vicky Leandros
Vicky Leandros (Paleokastritsa, 23 de agosto de 1949) é uma cantora grega que vive na Alemanha. Ela é filha do cantor, músico e compositor Leandros Papathanasiou (também conhecido como Leo Leandros e Mario Panas). Em 1967, alcançou fama mundial ao conquistar o quarto lugar por Luxemburgo no Festival Eurovisão da Canção com a música "L’amour est bleu", que se tornou um sucesso global. Ela consolidou ainda mais sua carreira ao vencer o Festival Eurovisão da Canção em 1972 com a música "Après Toi", novamente representando Luxemburgo.
Em 15 de outubro de 2006, Vicky Leandros foi eleita vereadora da cidade portuária grega de Pireu pelo partido PASOK. Sua função estava relacionada ao desenvolvimento cultural e internacional de Pireu. Ela também ocupou o cargo de vice-prefeita da cidade. Em junho de 2008, foi anunciado que Leandros decidiu deixar sua posição na política grega com efeito imediato, afirmando que subestimou a carga de trabalho e o tempo necessário para cumprir suas obrigações políticas, tornando-se impossível conciliar essas responsabilidades com sua carreira musical.

## Biografia
Vicky é filha do músico e compositor grego Leandros Papathanasiou (também conhecido nos meios artísticos como Leo Leandros), um cantor grego com uma longa carreira internacional.
Vicky Leandros nasceu em 23 de Agosto de 1949, na estância turística de Paleokastritsa na ilha de Corfu (Kerkyra em grego), situada no Mar Jónio.
Como o seu pai desejava expandir a sua carreira, partiu para a Alemanha (então R.F.A). Vicky Leandros cresceu, deste modo em casa da avó até aos 5 anos. Em 1957, os seus pais levaram-na também para a Alemanha. A família passou a viver toda em Hamburgo. Os seus pais entretanto divorciaram-se e ela passou a viver apenas com o pai.
Vicky Leandros revelou o seu talento, muito nova, e, quando tinha apenas 13 anos, produziu o primeiro single Messer, Gabel, Schere, Licht, que teve sucesso imediato na Alemanha.
Em 1967, Leandros recebeu a oferta de representar o Luxemburgo no Festival Eurovisão da Canção 1967 com a melodia L'amour est bleu (O amor é azul). Vicky Leandros terminou a competição obtendo um quarto lugar. Foi o início de uma carreira musical para ela e para o seu pai. Ela cantava em oito línguas, com os seus álbuns a serem vendidos em todo o mundo, com enorme sucesso.
Em 1972, Vicky Leandros recebeu uma segunda oferta para representar o Luxemburgo na Eurovisão. Ela aceitou e venceu o festival com a melodia Après toi (Depois de ti). Essa canção foi um grande êxito em toda a Europa. O total de vendas, até aos nossos dias ultrapassa os 10 milhões de cópias.
Durante a sua carreira, Vicky Leandros trabalhou com muitos compositores e produtores conhecidos, como Kim Fowley, Brad Shapiro e Michael Legrand e também maestros como Herbert Von Karajan e C. Denjean.
Em 2000, Vicky leandros começou a produzir os seus próprios discos. O álbum Jetzt/Now foi um grande sucesso e as suas composições foram consideradas como as melhores baladas que ela cantou na última década.
Em 2003, Leandros gravou um novo álbum com canções de Mikis Theodorakis com a Kamerata Orchestra sob a supervisão dde Theodorakis que foi um grande êxito na Alemanha, Europa Central e Grécia. Os media celebraram o seu regresso e as revistas da especialidade afirmam que foi um dos melhores álbuns que ela realizou. Em Dezembro de 2003, surgiu nalguns programas das televisões alemãs e gregas e na Gala de José Carreras.
Vicky Leandros está casada com Enno Freiherr von Ruffin e tem três filhos (Milana, Sandra e Leandros).
Leandros recebeu inúmeros prémios, discos de ouro e platina, em todo o mundo, tendo vendido mais de 100 milhões de cópias.

## Discografia

### Década de 1960
| País           | Álbum                                   |
| -------------- | --------------------------------------- |
| Alemanha       | Songs und Folklore                      |
| Canadá         | Songs And Folklore                      |
| Alemanha       | A Taste Of Vicky/+International Version |
| Japão          | A Taste Of Vicky/L'amour Est Bleu       |
| Canadá         | Love Is Blue                            |
| Canadá         | L'amour Est Bleu                        |
| Estados Unidos | A Taste Of Vicky                        |
| Canadá         | A Taste of Vicky (USA Version)          |
| Japão          | Those were the Days                     |
| Canadá         | C'est la Premiere                       |
| Alemanha       | Summertime Forever                      |
| Japão          | All About Vicky                         |
| Grécia         | Vicky (To mystiko sou)                  |
| Alemanha       | Ich Glaub' An Dich                      |
| Canadá         | Zoom Sur Vicky                          |
| Japão          | Kleiner Prinz                           |
| Grécia         | I Mikri Mas Istoria                     |
| Canadá         | Vicky and her Hits                      |
| Alemanha       | Vicky und Ihre Hits                     |

### Década de 1970
| País                            | Álbum                                                                         |
| ------------------------------- | ----------------------------------------------------------------------------- |
| Canadá                          | Vicky ( Je suis comme Je suis )                                               |
| Japão                           | By Request                                                                    |
| Estados Unidos                  | I Mikri Mas Istoria (8-track)                                                 |
| Canadá                          | Les Grands Succes De Vicky                                                    |
| Alemanha                        | Ich Bin                                                                       |
| Reino Unido                     | I Am                                                                          |
| Japão                           | My Sweet Lord                                                                 |
| Grécia                          | Pes Mou Pos Boreis                                                            |
| Estados Unidos                  | Vicky (8-track)                                                               |
| Japão                           | My Sweet Lord (club edition)                                                  |
| França                          | Apres Toi                                                                     |
| Japão                           | Apres Toi                                                                     |
| Canadá                          | Apres Toi                                                                     |
| Grécia                          | Mono Esi                                                                      |
| Reino Unido                     | Vicky Leandros                                                                |
| Israel                          | Vicky Leandros                                                                |
| Japão                           | Come What May/Vicky Sings in English                                          |
| Estados Unidos                  | Come What May                                                                 |
| África do Sul                   | Vicky Leandros/Come What May                                                  |
| Holanda                         | My Favourite Songs In Greek                                                   |
| Alemanha                        | Meine Freunde Sind Die Traume                                                 |
| Grécia                          | Itan Mia Vradia                                                               |
| Canadá                          | Chante Bouzouki                                                               |
| Inglaterra                      | Dreams Are Good Friends                                                       |
| França                          | Ceux Que J'aime                                                               |
| África do Sul                   | Just Vicky!                                                                   |
| Canadá                          | The love In Your Eyes                                                         |
| Coréia                          | Those Were The Days                                                           |
| Alemanha                        | Mein Lied Fur Dich                                                            |
| Inglaterra                      | My Song For You                                                               |
| Grécia                          | Your World - My World                                                         |
| Canadá                          | Ma Chanson Pour Toi                                                           |
| Colômbia                        | Apres Toi                                                                     |
| Europa                          | Across The Water                                                              |
| Canadá                          | Across The Water                                                              |
| Estados Unidos                  | Across The Water                                                              |
| Japão                           | Across The Water                                                              |
| Portugal                        | Greatest Hits                                                                 |
| Alemanha                        | Ich Liebe Das Leben                                                           |
| Bélgica                         | J'aime La Vie                                                                 |
| França                          | J'aime La Vie                                                                 |
| Grécia                          | Ine Zoi Ine Orea                                                              |
| Grécia/Europa                   | Greatest Hits                                                                 |
| Grécia/Europa                   | Le Disque D'Or                                                                |
| Alemanha/África do Sul/Holanda  | V.L.                                                                          |
| França/Canadá                   | Vicky Leandros                                                                |
| Grécia                          | V.L.                                                                          |
| Israel                          | Vicky Leandros (V.L.)                                                         |
| Grécia                          | Omorfa Chronia                                                                |
| Alemanha                        | Du Du Liegst Mir Im Herzen                                                    |
| Alemanha                        | Susser die Glocken nie Klingen                                                |
| Bolívia                         | El Disco De oro De Vicky Leandros                                             |
| Grécia                          | Poso S'agapo                                                                  |
| Alemanha/África do Sul/Holanda  | Ich bin ein Mädchen                                                           |
| Estados Unidos/Holanda/Portugal | Vicky Leandros (Kim Fowley)                                                   |
| Espanha/América Latina          | Oh Mi Mama                                                                    |
| Grécia                          | Ta Oraiotera tragoudia mou                                                    |
| Alemanha                        | Singt die schönsten Deutschen Volkslieder(mit Die Westfälischen Nachtigallen) |

### Década de 1980
| País             | Álbum                                             |
| ---------------- | ------------------------------------------------- |
| Alemanha         | Die Vicky Leandros Story                          |
| Alemanha         | Ich Gehe Neue Wege                                |
| Alemanha/Europa  | Star Magazin                                      |
| Europa           | Love Is Alive (U.N. Benefit)                      |
| Japão            | Love is Alive                                     |
| Grécia           | Irtha Yia Sena                                    |
| Grécia           | Vicky Leandros And Demis Roussos/Sing Greek Songs |
| Holanda          | Music for the Millions                            |
| Alemanha         | Verlorenes Paradies                               |
| Holanda          | Verloren Zijn We Niet                             |
| Holanda          | Ver Van Het Leven                                 |
| Alemanha/Holanda | Vicky                                             |
| Alemanha         | Star Gala 2LP                                     |
| França           | Vicky                                             |
| Holanda          | The Most Beautiful Songs                          |
| Canadá           | Vicky                                             |
| África do Sul    | The Greatest Gift Of Vicky Leandros (2 álbuns)    |
| Holanda          | Greatest Hits (Arcade)                            |
| Alemanha         | Eine Nacht in Griechenland                        |
| Holanda          | Eine Nacht In Griechenland                        |
| África do Sul    | 16 Greatest Love Songs                            |
| Alemanha         | Ich Bin Ich                                       |
| Japão            | Tripple Best/Le Temps Des Fleurs                  |
| Grécia           | Piretos Tou Erota                                 |

### Década de 1990
| País           | Álbum                                              |
| -------------- | -------------------------------------------------- |
| Alemanha       | Starkes Gefuhl                                     |
| México         | Grandes Exitos                                     |
| Alemanha       | Nur Einen Augenblick                               |
| Grécia         | Prósehe!                                           |
| Grécia         | Andres                                             |
| Grécia         | Mia Fora Ki'enan Kairo 2LP/CD                      |
| Holanda        | The Best of (Arcade)                               |
| Europa Central | We're gonna stay together (single/with T.Christie) |
| Alemanha       | Lieben Und Leben                                   |
| Áustria/Europa | Ihre Groessten Erfolge Vol 1/2/3.                  |
| Grécia         | Summertime                                         |
| Grécia         | Ta Prota Mou Tragoudia                             |
| Alemanha       | Gefuehle                                           |
| Alemanha       | Weil Mein Herz Dich Nie Mehr Vergisst              |
| Países Baixos  | Das Beste                                          |
| Países Baixos  | The Hitsingles                                     |
| Bélgica        | Vicky & Demis Roussos Back to Back                 |
| Alemanha       | Sieh Die Welt mit Meinen Augen                     |
| Japão          | Vicky                                              |
| Grécia         | Universal 2CD Box                                  |
| Grécia         | Universal 3CD Box                                  |
| África do Sul  | Greatest Hits                                      |
| Alemanha       | Traumen mit Vicky                                  |

### 2000
| País                           | Álbum                                            |
| ------------------------------ | ------------------------------------------------ |
| Alemanha                       | Jetzt!                                           |
| Polônia                        | Jetzt!                                           |
| Grécia                         | Now!                                             |
| Europa                         | Weihnachten mit V.L. (CD&DVD)                    |
| Alemanha                       | Mit Offenen Armen                                |
| Alemanha                       | Portrait                                         |
| Canadá                         | L'Amour Est Bleu Vol.1                           |
| Holanda/Europa                 | Hitstory                                         |
| Alemanha                       | Du und Ich ... 3CD Box                           |
| Japão                          | Best Collection (updated version)                |
| Holanda/Europa                 | The Singles+ 2CD Box                             |
| Holanda/Europa                 | Double Fun 2CD Box ( Vicky and Demis )           |
| Alemanha/Europa Central        | ...Singt Mikis Theodorakis                       |
| Grécia                         | Tragouthi Alliotiko                              |
| Alemanha/Áustria/Suíça/Holanda | Meine Griechische Heimat (DVD)                   |
| Alemanha                       | ..Singt Mikis Theodorakis (Olympia Edition/2004) |
| França                         | Made In France                                   |
| África do Sul                  | An Evening With Vicky Leandros                   |
| China/Taiwan                   | Vicky- Come What May                             |
| Alemanha                       | Felix - Ein Hase Auf Weltreise                   |
| Holanda                        | Apres Toi ( DVD )                                |
| Alemanha                       | C'est La Vie 3CD Box                             |
| Alemanha/Europa                | Ich Bin Wie Ich Bin (2CD)                        |
| Europa                         | Don't Break My Heart ESC 2006                    |